# Roberto Ducci
Roberto Ducci (La Spezia, 8 febbraio 1914 – Roma, 9 marzo 1985) è stato un diplomatico, scrittore e giornalista italiano.

## Biografia

### Formazione ed esordi letterari
Roberto Ducci nacque a La Spezia dove suo padre, l'ammiraglio Gino Ducci, prestava servizio. Nel 1930 si iscrisse alla facoltà di giurisprudenza dell'Università di Roma, senza trascurare di frequentare gli ambienti dell'archeologia classica. Giulio Giglioli gli affidò una ricerca che venne pubblicata (1931) sotto pseudonimo, con il titolo Un conflitto tra Francia e Corsica nella Roma del secolo XVII. Poi si dedicò alla descrizione della prima età di Napoleone con l’opera Prima età di Napoleone (1933). Nel periodo universitario scrisse, sempre sotto pseudonimo, in diverse riviste politico-letterarie (Oggi, L’Italia Letteraria, Il Cantiere). Un suo racconto breve (Sosta lungo il fiume), pubblicato da L’Italia Letteraria, fu premiato da Mussolini nei Littoriali di cultura ed arte del 1934. In quello stesso anno si laureò in giurisprudenza. Poi partecipò come volontario alla Guerra d'Etiopia, ed ottenne una medaglia di bronzo al valor militare.

### Ingresso in diplomazia e attività giornalistica
Nel 1937 Ducci entrò nella carriera diplomatica, risultando primo del suo concorso. Fu destinato prima ad Ottawa (capitale del Canada), poi a Newark, poco lontano da New York, come vice console. Pur avendo maturato un convincimento antifascista, nel 1940 tornò in patria per dare il suo contributo all'entrata in guerra dell'Italia e venne destinato a prestare servizio presso il comando italiano in Croazia, dove si distinse nel sottrarre la comunità ebraica alle persecuzioni naziste.
Dopo l'8 settembre decise di attraversare le linee e raggiungere il governo provvisorio, prima a Brindisi e poi a Salerno. Venne dapprima incaricato di condurre una trasmissione radiofonica di propaganda, dal titolo L'Italia combatte, che andava in onda dopo il giornale radio. Nel 1944 fondò e poi diresse il periodico Politica Estera, dove pubblicò articoli di vari esponenti politici, quali Carlo Sforza e Palmiro Togliatti. Successivamente collaborò sotto vari pseudonimi (Clodio, Astolfo, Bardolfo, Verax) a numerosi periodici, fra cui: Cosmopolita, Mercurio, Il Tempo, Globo, La Città Libera e Libera Stampa.

### Dopoguerra e principali incarichi diplomatici
Nel 1946, Roberto Ducci partecipò alla Conferenza della pace di Parigi come segretario della delegazione italiana, occupandosi principalmente delle questioni confinarie e contribuendo alla redazione dello storico discorso di De Gasperi. Tra il 1947 e il 1949 fu destinato alle ambasciate di Varsavia e di Rio de Janeiro e, tra il 1950 e il 1955, a Parigi, presso le rappresentanze italiane alla NATO e all'OECE. Successivamente fu membro della delegazione italiana alla conferenza di Bruxelles sulla CEE ed Euratom e Presidente del Comitato tecnico incaricato della redazione dei Trattati di Roma del 1957. 
Ambasciatore ad Helsinki, nel 1958, Ducci fu anche a capo della delegazione italiana nei negoziati per la prima candidatura d'adesione del Regno Unito alla Comunità Economica Europea (1961-1963). Dal 1964 al 1967 fu ambasciatore a Belgrado e, dal 1967 al 1970, a Vienna. È stato direttore generale degli Affari politici, dal 1970 al 1975. In tale veste fu presente agli accordi di Helsinki. Oltre all'Europa a sei, la questione nucleare fu un elemento cruciale delle sue riflessioni sulla necessità dell'Europa integrata di recuperare una capacità nucleare autonoma. Fu, infine, ambasciatore a Londra, dal 1975 al 1979, anno in cui fu collocato a riposo per raggiunti limiti d'età.

### Ultimi anni
Nel 1979, Roberto Ducci si candidò nella lista della Democrazia Cristiana, alle prime elezioni per il Parlamento europeo, senza essere eletto. Narrò tale vicenda in uno dei suoi ultimi volumi: Candidato a morte Fu, poi, consigliere di Stato, e docente universitario a La Sapienza sull'arte del negoziato diplomatico. Il Ministero degli Esteri gli ha dedicato la sala riunioni della Direzione generale degli Affari politici al secondo piano del Palazzo della Farnesina.

### Opere
- Prima età di Napoleone, Vallecchi, Firenze, 1933.
- Il territorio del Bacino della Saar, Sansaini, Roma, 1934.
- Questa Italia. Saggio sul fascismo e dopo, Arnoldo Mondadori Editore, Milano, 1948.
- L'Europa incompiuta, CEDAM, Padova, 1970 (con Roberto Olivi).
- D'Annunzio vivente, Arnoldo Mondadori Editore, Vicenza, 1973.
- I contemporanei, Edizioni Editip, Torino, 1976.
- L'innocenza - Cantilene, Rebellato Editore, S. Donà di Piave, 1978.
- Twenty-Four Hours at n. 4, Grosvenor Square, Sidgwick & Jackson, London, 1978.
- Libro di musica (Poesie), Rebellato Editore, Fossalta di Piave, 1980.
- I capintesta, Rusconi, Milano, 1982.
- Candidato a morte, Li Causi, Bologna, 1983.
- Quattro tesi per la legislatura, Edizioni Scientifiche Italiane, Napoli, 1984 (insieme ad altri).
- La bella gioventù, Il Mulino, Bologna, 1996, pubblicato postumo, a cura di Guido Lenzi.
- Le speranze d'Europa. Carte sparse 1943-1985, Rubbettino, Soveria Mannelli, 2007, pubblicato postumo, a cura di Guido Lenzi.
- Due valigie di dollari. Diplomazia in guerra, Le Lettere, Firenze, 2009, pp. 88 (con un saggio di Enrico Serra).[3]